# جون مادسن (لاعب كرة قدم أمريكية)
جون مادسن (بالإنجليزية: John Madsen)‏ هو لاعب كرة قدم أمريكية أمريكي، ولد في 9 مايو 1983 في مدينة سولت ليك في الولايات المتحدة.

## وصلات خارجية
- جون مادسن على موقع مرجع كرة القدم المحترفة.كوم (الإنجليزية)
- جون مادسن على موقع JustSportsStats.com (الإنجليزية)